# Heřmanovský buk
Heřmanovský buk je památný strom buk lesní (Fagus sylvatica) v Heřmanově, části obce Teplá v okrese Cheb v Karlovarském kraji. Dobře rostlý strom tvoří nezaměnitelnou kulisu prostranství malé návsi v Heřmanově.

## Základní údaje
Obvod kmene měří 347 cm, koruna stromu dosahuje do výšky 15,5 metrů (měření 2022).

## Stromy v okolí
- Javor u brány
- Hroznatova lípa
- Lípa u hřbitova